# Pachanga in New York with Rolando La'Serie
Pachanga in New York with Rolando La'Serie è un album di Tito Puente con il cantante cubano Rolando Laserie, qui accreditato come Rolando La'Serie, pubblicato dalla Gemma Records nel 1961.

## Tracce
Lato A
1. Para la Quimbamba – 2:38 (Ricardo Diaz)
2. Caimitillo y Marañón – 3:06 (Rosendo Rosell)
3. Un Poco Más – 2:57 (Alvaro Carrillo)
4. Marta – 2:30 (Moises Simons)
5. Todo para Ti – 2:58 (Rafael Hernández)
6. Que Ma Digan Feo – 3:01 (Enrique Bonno)

Lato B
1. El Pachanguero – 2:20 (Eduardo Davidson)
2. Malagueña – 3:26 (Autore sconosciuto)
3. El Manisero – 2:13 (Moises Simons)
4. Mis Tinieblas – 2:14 (Alfredo Gil)
5. Flores Negras – 3:09 (Sergio De Karlo)
6. Con Las Glorias – 2:48 (Carbo Menéndez)

## Musicisti
- Tito Puente - timbales, percussioni, arrangiamenti
- Rolando La'Serie - voce
- altri musicisti non accreditati